# Shannon's Way
Shannon's Way (Anos de Tormenta), romance do escritor Archibald Joseph Cronin foi publicado em 1948.

## Sinopse
As dificuldades de um médico em tentar estruturar a sua carreira como cientista e as surpresas do destino; em busca da cura de uma doença, acaba desvendando-a sem apoio. A história de Shannon's Way  mostra como é enrriquecedor para si mesmo a ascensão das dificuldades que se encontra durante o caminho apesar de tudo.